# Stephen Dill Lee
Stephen Dill Lee (22 septembre 1833 - 28 mai 1908) est un soldat américain, et le plus jeune lieutenant général confédéré de la guerre de Sécession (sans relation avec Robert E. Lee).
Officier de l'armée régulière U.S., Lee démissionne rapidement après la sécession, pour rejoindre la milice de Caroline du Sud, et pour lancer la demande historique à l'Union d'évacuer le Fort Sumter, qui signe le début de la guerre. Après avoir servi lors de la bataille des sept jours, la seconde bataille de Bull Run et à Antietam, il devient le chef de l'artillerie de John C. Pemberton lors de la campagne de Vicksburg, où il se distingue à Champion Hill. Capturé et échangé, Lee sert à Atlanta et lors de la campagne ratée de Franklin-Nashville, et finalement lors de la reddition avec Joseph E. Johnston en Caroline du Nord en avril 1865. Il est plus tard le commandant en chef des United Confederate Veterans.

## Biographie

### Jeunesse et carrière
Lee est né en 1833 à Charleston, Caroline du Sud, de Thomas Lee et de sa femme Caroline Allison. Il grandit à Abbeville, Caroline du Sud. Il est vraisemblablement volontaire pour servir avec l'armée pendant la guerre américano-mexicaine. Lee entre à l'académie militaire de West Point en 1850, et est diplômé quatre ans plus tard à la 17e place sur 46 cadets. Le 1er juillet 1854, il est promu second lieutenant dans le 4th Infantry Regiment. Lee est promu premier lieutenant le 31 octobre 1856. Il est affecté en tant qu quartier-maître du 4th Regiment entre le 18 septembre 1857 et le 8 février 1861.
Lee sert en tant qu'adjudant de Floride tout en assurant les fonctions de quartier-maître de son régiment en 1857 lors des guerres séminoles. De 1858 à 1861, il est affecté dans l'ouest américain, dans le Kansas et puis dans le nouvellement créé territoire du Dakota. Lee démissionne de l'armée des États-Unis douze jours après la sécession pour entrer dans l'armée confédérée.

### Guerre de Sécession
Après sa démission de l'armée des États-Unis en 1861, Lee entre dans les forces confédérées en tant que capitaine dans la milice de Caroline du Sud. Contrairement avec beaucoup d'officiers confédérés appelés Lee, il n'a aucune relation avec Robert E. Lee.
Le 6 mars 1861, il est affecté en tant qu'adjoint à l'adjudant général et adjoint à l'inspecteur général des forces à Charleston, et le 16 mars 1861 il est nommé capitaine des l'artillerie de l'armée régulière de la Confédération. Le 11 avril 1862, Lee débute en tant qu'aide-de-camp du brigadier général P.G.T. Beauregard. Ce même jour, il livre l'ultimatum de Beauregard au commandant de l'Union Robert Anderson, requérant l'évacuation du Fort Sumter, qui a été refusé et qui a décidé du début de la guerre de Sécession après la chute du fort à l'issue du bombardement le 14 avril 1861. Selon Carl Sandburg (Abraham Lincoln, vol. 3, p. 208–9), le capitaine Lee et trois autres hommes avec les pleins pouvoirs de Beauregard pour décider de ce qui devait être répondu à Anderson s'il avait dit qu'il serait mort de faim dans quelques jours. Anderson aurait offert « d'évacuer le Fort Sumter en 3 jours et d'éviter une effusion de sang inutiles ». Ils auraient ramené la réponse d'Anderson à Beauregard, télégraphié à Jefferson Davis pour voir s'ils pouvaient attendre trois jours de plus pour voir si Anderson se rendait lorsqu'il n'aurait plus de nourriture. Il semble pratiquement certain que les quatre hommes avaient décidé avant leur venue de que qu'ils pouvaient dire, qui était : « Beauregard ouvrira le feu sur fort Sumter dans une heure à compter de maintenant ». Ce n'est probablement pas, comme il semble être, la dernière opportunité d'éviter la guerre parce que « Sumter était un symbole, un chiffon rouge ». Il était « agité » par Lincoln et le Sud était désireux de relever le défi (ibid, p. 206). Sandburg appelle cette guerre la « seconde révolution américaine »(ibid, p. vii, p. 26).
Quand Beauregard reçoit la permission d'organiser deux compagnies régulières d'artillerie le 11 mai 1861, Lee est affecté au commandement d'une d'entre elles (l'autre revient au capitaine Charles S. Winder.) La compagnie de Lee est affectée à Castle Pinckney jusqu'au 30 mai 1861, lorsqu'elle est envoyée à Fort Palmetto sur Cole's Island, où elle arrive le 1er juin 1861.

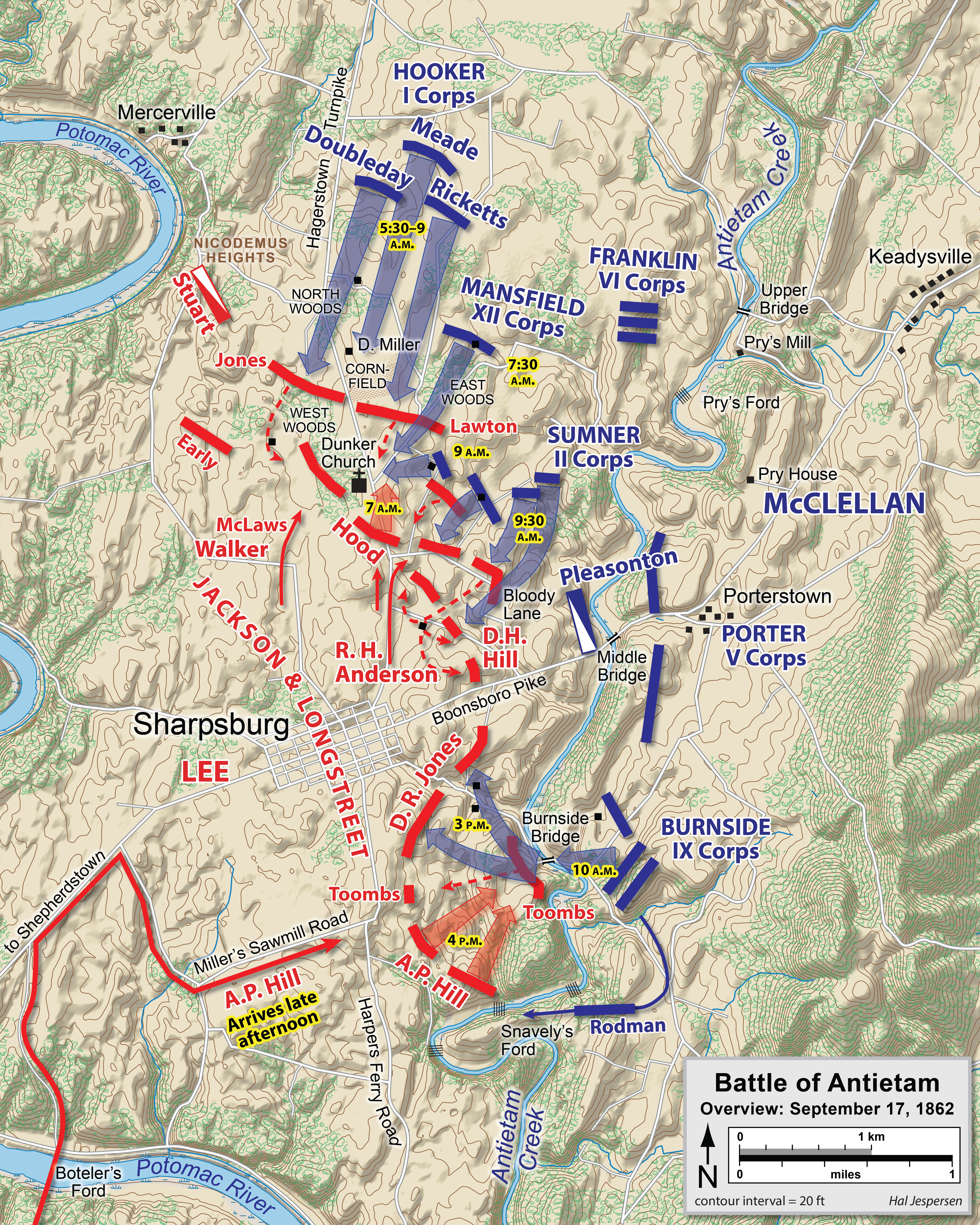
Vue d'ensemble de la bataille d'Antietam

En juin 1861, Lee reprend son poste dans la milice de Caroline du Sud, et est promu commandant de l'armée de la Confédération en novembre. Lee commande une batterie légère dans la Hampton's Legion au sein de l'armée du général Joseph E. Johnston plus tard en 1861. Il est promu lieutenant-colonel en mars 1862, et est le chef de l'artillerie de la division du major général Lafayette McLaws de l'armée de Virginie du Nord entre avril et le 17 juin 1862, et puis prend les mêmes fonctions sous le commandement du brigadier général John B. Magruder jusqu'en juillet.

Lee participe en 1862 à la campagne de la Péninsule, particulièrement lors de la bataille de Seven Pines le 31 mai 1862 et le 1er juin 1862, la bataille de Savage's Station le 29 juin 1862, pendant la bataille des sept jours du 25 juin 1862 au 1er juillet 1862, et la bataille de Malvern Hill aussi le 1er juillet 1862. Il sert brièvement dans le 4th Virginia Cavalry en juillet 1862, et est promu colonel le 9 juillet 1862. Il assure alors le commandement d'un bataillon d'artillerie du corps du major général James Longstreet le même mois. Sous les ordres de Longstreet, Lee participe à la seconde bataille de Bull Run en août et puis à la bataille d'Antietam le 17 septembre 1862, où ses canons jouent un rôle déterminant lors de la défense du terrain près de la célèbre Dunker Church. Un résumé de la participation de Lee à Antietam est donné ci-après : 

« ...il se déploie en retard le 15 septembre 1862 sur la rive droite de l'Antietam. Il répond aux batteries fédérales de l'autre côté de la rivière le 16 septembre 1862 quand les combats deviennent plus intenses alors que le couché du soleil approche. Le matin du 17 septembre 1862, il place ses batteries sur des hauteurs près de Dunkard Church, et est lourdement engagé par les assauts des I egt XII corps fédéraux au travers du champ de blé et des bois à l'ouest. Vers 10 heures du matin, il reçoit l'ordre, à proximité de Sharpsburg, face à Burnside, de progresser à partir de Lower Bridge, et est engagé furieusement à cet endroit. »

Le 6 novembre 1862, Lee est promu au rang de brigadier général. Quittant l'arme de l'artillerie, Lee commande brièvement une division d'infanterie pendant la bataille de Chickasaw Bayou du 26 au 29 décembre 1862, où il repousse les attaques du major général de l'Union William T. Sherman. Au début du mois de janvier 1863, il commande une brigade du département du Mississippi et de la Louisiane orientale jusqu'en mai, où on lui demande de reprendre le commandement de l'artillerie du lieutenant général John C. Pemberton qui défend l'accès au fleuve Mississippi à Vicksburg. La participation de Lee à la bataille de Champion Hill est remarquée le 16 mai 1863, où il est blessé à l'épaule. L'historien militaire Jon L. Wakelyn loue la performance de Lee lors de cette bataille, écrivant « qu'il a été le héros de la bataille de Champion Hills ».
Lee sert tout au long du siège de Vicksburg de 1863 jusqu'à la reddition de Pemberton auprès du major général Ulysses S. Grant le 4 juillet 1863, devenant un prisonnier de guerre. Alors qu'il est libéré sur parole, il est promu au grade de major général le 3 août 1863. À compter du 16 août 1863, Lee est affecté au commandement de la cavalerie du département du Mississippi et de Louisiane orientale, et il est officiellement échangé le 13 octobre 1863. Il prend alors le commandement du département de l'Alabama et de Louisiane orientale le 9 mai 1864. Les troupes du département de Lee sous le commandement du major général Nathan B. Forrest remportent une victoire à la bataille de Brice's Crossroads le 10 juin 1864 et menacent sérieusement les lignes de ravitaillement de l'Union qui soutiennent Sherman en Géorgie. Lee renforce personnellement Forrest mais la force confédérée conjointe est défaite à la bataille de Tupelo, garantissant la viabilité des lignes de ravitaillement de Sherman.
Lee est promu lieutenant général le 23 juin 1864, faisant de Lee le plus jeune dans ce grade dans l'armée de la Confédération. Le 26 juillet 1864, il est affecté au commandement du deuxième corps de l'armée du Tennessee, commandée par John B. Hood. Pendant la campagne d'Atlanta, Lee combat à la bataille d'Ezra Church le 28 juillet 1864 et commande la ligne étendue dans le sud ouest d'Atlanta en août 1864. Ses troupes avec le rattachement de la division de William B. Bates et d'une brigade de la milice de Géorgie contrent le mouvement de Schofield qui vise à détruire la ligne de chemin de fer d'East Point à Utoy Creek. Pour cette action, il publie un ordre général qui reconnait la division de Bates pour avoir défait l'attaque conjointe des XXIII et XIV corps de l'Union. Il commande aussi son corps lors de la bataille de Jonesborough les 31 août 1864 et 1er septembre 1864. Lee participe à la campagne de Franklin-Nashville et est sévèrement blessé au pied lors de la bataille de Spring Hill le 29 novembre 1864, mais il n'abandonne pas son commandement jusqu'à ce qu'une arrière-garde organisée prenne le contrôle de la situation. Au regard du combat confus et décevant à Spring Hill, Lee le considère comme « l'un des événements des plus honteux et lamentables de la guerre, un de ceux qui est, selon moi, impardonnable ». Il participe ensuite à la bataille de Franklin le 30 novembre 1864. Les hommes de Lee arrivent à 16 heures avec l'ordre de Hood de soutenir la force de Benjamin F. Cheatham si nécessaire. Après une discussion avec Cheatham, Lee décide que la situation est désespérée et attaque à 21 heures, subissant des pertes sérieuses de la part des positions de l'Union mais aussi de l'artillerie confédérée. Après la bataille de Nashville des 15 et 16 décembre 1864, Lee maintient ses troupes groupées et bien en main malgré la déroute générale du reste des forces confédérées. Pendant trois jours consécutifs, elles forment l'arrière-garde combattante du reste désintégré de l'armée du Tennessee. Lee est blessé au pied par un éclat d'obus le 17 décembre 1864.

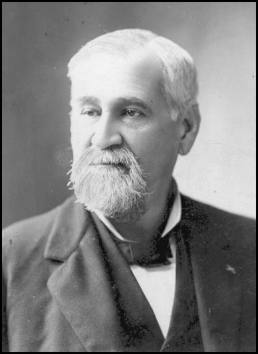
Lee après la guerre

Après avoir recouvré la santé, Lee rejoint le général Joseph E. Johnston en 1865 lors de la campagne des Carolines. Le 9 février 1865, il se marie avec Regina Harrison, avec qui il aura un enfant, un fils nommé Blewett Harrison Lee. Quand les restes de l'armée du Tennessee rejoignent l'armée de Johnston réorganisée au début de 1865, Lee est sans commandement à la hauteur de son rang, et sa commission de lieutenant général est annulée le 23 février 1865 ; néanmoins, il est nommé « lieutenant général à titre temporaire ». Lee se rend, à ce grade, avec les forces de Johnston en avril 1865 et est libéré sur parole le 1er mai 1865.

### Après la guerre
Après la guerre, Lee s'établit à Columbus, Mississippi, qui est l'État d'origine de sa femme et pendant une grande partie de la guerre le territoire qu'il commandait, et il s'installe en tant que planteur. Il sert en tant que sénateur de l'État en 1878, et est le premier président de « Agricultural and Mechanical College of Mississippi » (de nos jours l'université de l'État du Mississippi) de 1880 à 1899. Lee sert en tant que délégué de l'État à la convention constitutionnelle de 1890, et est à la tête de l'association du parc national de Vicksburg en 1899. Il est aussi un membre actif (il est à partir de 1909 commandant en chef) de la société des vétérans confédérés unis (United Confederate Veterans).
En 1887, Lee écrit un article pour le premier volume de « Battles and Leaders of the Civil War », et il publie « Sherman's Meridian Expedition and Sooy Smith's Raid to West Point » en 1880. Lee meurt en 1908 à Vicksburg, Mississippi, et est enterré dans le Friendship Cemetery situé à Columbus,. Il était tombé malade après avoir fait une conférence à d'anciens soldats de l'Union du Wisconsin et de l'Iowa, appartenant à quatre régiments qui lui avaient fait face 45 ans plus tôt à Vicksburg. La cause de sa mort a été attribuée à une hémorragie cérébrale. À l'époque, Lee avait planifié la prochaine réunion des United Confederate Veterans, qui s'est tenue le 9 juin 1908.

## Mémoire

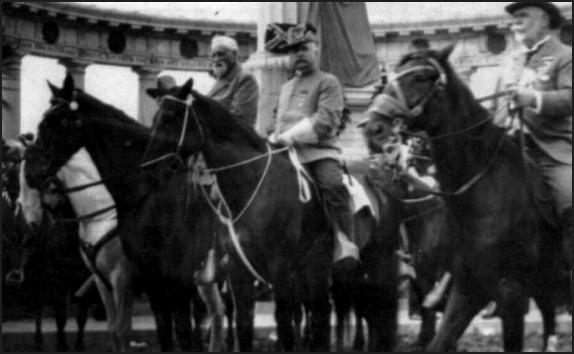
Lee (à gauche) pendant la marche de la réunion des vétérans confédérés

Se fondant sur la connaissance de Lee à propos des trois armes majeure des armées de l'époque de la guerre de Sécession, l'historien militaire Ezra J. Warner le décrit comme un commandant de corps compétent et polyvalent, disant « malgré sa jeunesse et comparativement à son manque d'expérience, la connaissance antérieure des trois banches du service - artillerie, cavalerie, et infanterie - ont fait de lui l'un des commandants de corps les plus compétents de l'armée ».
Lee est aussi immortalisé avec une statue dans le parc militaire national Vicksburg, et des bustes dans le centre de Drill Field à l'université d'État du Mississippi et dans le Friendship Cemetery à Columbus,,. Le Lee Hall dans l'université d'État du Mississippi est aussi nommé en son honneur. Le camp No 545 lieutenant général Stephen D. Lee des Sons of Confederate Veterans à Vicksburg, le camp No. 2140 des Caledonia Rifles de Stephen D. Lee à Caledonia and le chapitre No. 301 capitaine Stephen D. Lee du Military Order of the Stars and Bars à Charleston, Caroline du Sud, sont nommés en son honneur,.

Le 25 avril 1906, lors d'un discours à la Nouvelle Orléans, Lee prononça ces mots : 

« Pour vous, les enfants des vétérans confédérés, nous engagerons la justification de la cause pour laquelle nous avons combattu. La défense de la mémoire du soldat confédéré, la garde de son histoire, l'émulation de ses vertus, la perpétuation de ces principes qu'il a aimés et que vous aimez aussi et de ces idéaux qui l'ont rendu glorieux et que vous chérissez aussi, sont léguées à vos soins »